# Lekkoatletyka na Letnich Igrzyskach Olimpijskich 2004 – bieg na 400 m mężczyzn
Bieg na 400 m mężczyzn – jedna z konkurencji lekkoatletycznych rozgrywanych podczas letnich igrzysk olimpijskich w 2004. Eliminacje odbyły się 20 sierpnia, półfinały rozegrano 21 sierpnia, finał zaś miał miejsce 23 sierpnia.
Udział w tej konkurencji brało 62 zawodników z 48 państw. Wszystkie trzy medale wywalczyli zawodnicy reprezentujący Stany Zjednoczone. Zawody wygrał Shawn Crawford, drugą pozycję zajął Bernard Williams, trzecią zaś Justin Gatlin.

## Wyniki

### Eliminacje
Bieg 1
| Miejsce | Zawodnik          | Państwo           | Wynik |
| ------- | ----------------- | ----------------- | ----- |
| 1.      | Alleyne Francique | Grenada           | 45,32 |
| 2.      | Davian Clarke     | Jamajka           | 45,54 |
| 3.      | Marcus la Grange  | Południowa Afryka | 45,95 |
| 4.      | Piotr Klimczak    | Polska            | 46,23 |
| 5.      | Jun Osakada       | Japonia           | 46,39 |
| 6.      | Lloyd Zvasiya     | Zimbabwe          | 47,19 |
| 7.      | David Canal       | Hiszpania         | 47,23 |
| 8.      | Danilson Ricciuli | Gwinea Bissau     | 49,27 |

Bieg 2
| Miejsce | Zawodnik                | Państwo           | Wynik |
| ------- | ----------------------- | ----------------- | ----- |
| 1.      | Chris Brown             | Bahamy            | 45,09 |
| 2.      | Otis Harris             | Stany Zjednoczone | 45,11 |
| 3.      | Éric Milazar            | Mauritius         | 45,34 |
| 4.      | Casey Vincent           | Australia         | 46,09 |
| 5.      | Vincent Mumo            | Kenia             | 46,31 |
| 6.      | Andrés Silva            | Urugwaj           | 46,48 |
| 7.      | Stelios Dimotsios       | Grecja            | 46,51 |
| 8.      | Abdulla Mohamed Hussein | Somalia           | 51,52 |

Bieg 3
| Miejsce | Zawodnik           | Państwo                       | Wynik |
| ------- | ------------------ | ----------------------------- | ----- |
| 1.      | Yeimer López       | Kuba                          | 45,44 |
| 2.      | Alejandro Cárdenas | Meksyk                        | 45,46 |
| 3.      | Gary Kikaya        | Demokratyczna Republika Konga | 45,57 |
| 4.      | Ato Stephens       | Trynidad i Tobago             | 46,29 |
| 5.      | Mitsuhiro Satō     | Japonia                       | 46,70 |
| 6.      | Takeshi Fujiwara   | Salwador                      | 48,46 |
| 7.      | Youba Ould H'Meïde | Mauretania                    | 49,18 |
| 8.      | Anton Gałkin       | Rosja                         | DSQ   |

Bieg 4
| Miejsce | Zawodnik                | Państwo           | Wynik |
| ------- | ----------------------- | ----------------- | ----- |
| 1.      | Derrick Brew            | Stany Zjednoczone | 45,41 |
| 2.      | Brandon Simpson         | Jamajka           | 45,61 |
| 3.      | Sofiène Laâbidi         | Tunezja           | 46,04 |
| 4.      | Daniel Caines           | Wielka Brytania   | 46,15 |
| 5.      | Rohan Pradeep Kumara    | Sri Lanka         | 46,20 |
| 6.      | Evans Marie             | Seszele           | 48,23 |
| 7.      | Lezin Elongo Ngoyikonda | Mauretania        | DNS   |

Bieg 5
| Miejsce | Zawodnik              | Państwo    | Wynik |
| ------- | --------------------- | ---------- | ----- |
| 1.      | Carlos Santa          | Dominikana | 45,31 |
| 2.      | Lewis Banda           | Zimbabwe   | 45,37 |
| 3.      | Mathews Binu          | Indie      | 45,48 |
| 4.      | Cédric Van Branteghem | Belgia     | 45,70 |
| 5.      | California Molefe     | Botswana   | 45,88 |
| 6.      | Chris Lloyd           | Dominika   | 47,98 |
| 7.      | Fawzi Al Shammari     | Kuwejt     | 48,25 |
| 8.      | Saeed Ali Al-Adhreai  | Jemen      | 49,39 |

Bieg 6
| Miejsce | Zawodnik                | Państwo           | Wynik |
| ------- | ----------------------- | ----------------- | ----- |
| 1.      | Jeremy Wariner          | Stany Zjednoczone | 45,56 |
| 2.      | Ingo Schultz            | Niemcy            | 45,88 |
| 3.      | Young Talkmore Nyongani | Zimbabwe          | 46,03 |
| 4.      | Zsolt Szeglet           | Węgry             | 46,16 |
| 5.      | Malachi Davis           | Wielka Brytania   | 46,28 |
| 6.      | Oleg Miszukow           | Rosja             | 46,41 |
| 7.      | Dadi Denis              | Haiti             | 47,57 |
| 8.      | Victor Kibet            | Kenia             | DNF   |

Bieg 7
| Miejsce | Zawodnik              | Państwo          | Wynik |
| ------- | --------------------- | ---------------- | ----- |
| 1.      | Michael Blackwood     | Jamajka          | 45,23 |
| 2.      | Hamdan al-Biszi       | Arabia Saudyjska | 45,31 |
| 3.      | Saul Weigopwa         | Nigeria          | 45,59 |
| 4.      | Matija Šestak         | Słowenia         | 45,88 |
| 5.      | Yuki Yamaguchi        | Japonia          | 46,16 |
| 6.      | Nagmeldin Ali Abubakr | Sudan            | 46,32 |
| 7.      | Muhammad Sajid Ahmad  | Pakistan         | 47,45 |
| 8.      | Moses Kamut           | Vanuatu          | 48,14 |

Bieg 8
| Miejsce | Zawodnik                  | Państwo         | Wynik |
| ------- | ------------------------- | --------------- | ----- |
| 1.      | Leslie Djhone             | Francja         | 45,40 |
| 2.      | Ezra Sambu                | Kenia           | 45,59 |
| 3.      | Tim Benjamin              | Wielka Brytania | 45,69 |
| 4.      | Clinton Hill              | Australia       | 45,89 |
| 5.      | Adem Hecini               | Algieria        | 46,50 |
| 6.      | Luis Luna                 | Wenezuela       | 47,92 |
| 7.      | Jonnie Lowe               | Honduras        | 48,06 |
| 8.      | Anderson Jorge dos Santos | Brazylia        | 48,77 |

### Półfinały
Bieg 1
| Miejsce | Zawodnik              | Państwo                       | Wynik |
| ------- | --------------------- | ----------------------------- | ----- |
| 1.      | Jeremy Wariner        | Stany Zjednoczone             | 44,87 |
| 2.      | Michael Blackwood     | Jamajka                       | 45,00 |
| 3.      | Leslie Djhone         | Francja                       | 45,01 |
| 4.      | Lewis Banda           | Zimbabwe                      | 45,23 |
| 5.      | Éric Milazar          | Mauritius                     | 45,23 |
| 6.      | Gary Kikaya           | Demokratyczna Republika Konga | 45,58 |
| 7.      | Ezra Sambu            | Kenia                         | 45,84 |
| 8.      | Cédric Van Branteghem | Belgia                        | 46,03 |

Bieg 2
| Miejsce | Zawodnik           | Państwo           | Wynik |
| ------- | ------------------ | ----------------- | ----- |
| 1.      | Derrick Brew       | Stany Zjednoczone | 45,05 |
| 2.      | Davian Clarke      | Jamajka           | 45,27 |
| 3.      | Chris Brown        | Bahamy            | 45,31 |
| 4.      | Yeimer López       | Kuba              | 45,32 |
| 5.      | Alejandro Cárdenas | Meksyk            | 45,64 |
| 6.      | Mathews Binu       | Indie             | 45,97 |
| 7.      | Matija Šestak      | Słowenia          | 46,54 |
| 8.      | Anton Gałkin       | Rosja             | DSQ   |

Bieg 3
| Miejsce | Zawodnik          | Państwo           | Wynik |
| ------- | ----------------- | ----------------- | ----- |
| 1.      | Brandon Simpson   | Jamajka           | 44,97 |
| 2.      | Otis Harris       | Stany Zjednoczone | 44,99 |
| 3.      | Alleyne Francique | Grenada           | 45,08 |
| 4.      | Carlos Santa      | Dominikana        | 45,58 |
| 5.      | Hamdan al-Biszi   | Arabia Saudyjska  | 45,59 |
| 6.      | Saul Weigopwa     | Nigeria           | 45,67 |
| 7.      | Ingo Schultz      | Niemcy            | 46,23 |
| 8.      | Tim Benjamin      | Wielka Brytania   | 46,28 |

### Finał
| Miejsce | Zawodnik          | Państwo           | Wynik |
| ------- | ----------------- | ----------------- | ----- |
| 01 !    | Jeremy Wariner    | Stany Zjednoczone | 44,00 |
| 02 !    | Otis Harris       | Stany Zjednoczone | 44,16 |
| 03 !    | Derrick Brew      | Stany Zjednoczone | 44,42 |
| 4.      | Alleyne Francique | Grenada           | 44,66 |
| 5.      | Brandon Simpson   | Jamajka           | 44,76 |
| 6.      | Davian Clarke     | Jamajka           | 44,83 |
| 7.      | Leslie Djhone     | Francja           | 44,94 |
| 8.      | Michael Blackwood | Jamajka           | 45,55 |